# Stichopogon gracilifemur
Stichopogon gracilifemur là một loài ruồi trong họ Asilidae. Stichopogon gracilifemur được Nagatomi miêu tả năm 1983. Loài này phân bố ở vùng Cổ Bắc giới và châu Á.